# Molophilus (Promolophilus) dirhaphis
Molophilus (Promolophilus) dirhaphis is een tweevleugelige uit de familie steltmuggen (Limoniidae). De soort komt voor in het Nearctisch gebied.